# Расінг (Гент)
Koninklijk клуб «Расінг» Гент (нід. Koninklijke Racing Club Gent) — бельгійський футбольний клуб з Гента, заснований у 1899 році. Виступає в Аматорській лізі. Домашні матчі приймає на стадіоні «ПГБ», місткістю 2 500 глядачів.

## Досягнення
- Кубок Бельгії
  - Фіналіст: 1912
- Другий дивізіон Бельгії
  - Чемпіон: 1930–31
  - Фіналіст: 1922–23.